# Hellboy: The Crooked Man
Hellboy: The Crooked Man es una película de superhéroes estadounidense, basada en el personaje de Dark Horse Comics Hellboy creado por Mike Mignola. Producida por Millennium Media, Dark Horse Entertainment, Nu Boyana Film Studios y Campbell Grobman Films, y distribuida por Ketchup Entertainment, es el segundo reinicio de la serie de películas Hellboy y es la cuarta entrada de acción real en la franquicia. Está dirigida por Brian Taylor a partir de un guion que escribió con Mignola y Christopher Golden, derivado específicamente de la serie limitada The Crooked Man escrita por Mignola. La película está protagonizada por Jack Kesy como Hellboy, junto a Jefferson White y Adeline Rudolph. El rodaje comenzó en marzo de 2023, en Bulgaria, y finalizó en mayo.
Hellboy: The Crooked Man se estrenó en el Reino Unido e Irlanda el 27 de septiembre de 2024.

## Premisa
"En la década de 1950, Hellboy y un agente novato de la BPRD, varados en la zona rural de Appalachia, descubren una pequeña comunidad embrujada por brujas, liderada por un demonio local con una conexión inquietante con el pasado de Hellboy: El Hombre Torcido". 

## Argumento
En 1959, los agentes de la Policía de B.P.R.D., Hellboy y Bobbie Jo Song, reciben la misión de transportar en tren una araña sobrenatural tóxica a su cuartel general. Sin embargo, al cruzar los Apalaches, la araña crece repentinamente hasta alcanzar proporciones monstruosas, obligando al vagón a volcar y a la araña a escapar. Hellboy supone que la araña creció debido a algo maligno que acechaba la zona, admitiendo haberlo oído llamarlo. Abandonados, Hellboy y Bobbie Jo vagan hasta que conocen a Tom Ferrell, un lugareño que ha regresado recientemente para expiar sus pecados. Los agentes acompañan a Tom a hablar con Cora Fisher, una bruja y exnovia de Tom, solo para encontrar la casa y el cuerpo de Cora vacíos.
Mientras esperan que el familiar demoníaco regrese con el cuerpo completo de Cora, Tom les cuenta a los agentes que una vez conoció a Effie Kolb, una bruja que lo atrajo hacia la brujería y lo convenció de hacer un trato con una entidad conocida como "El Hombre Torcido". Por sugerencia de Effie, Tom usó el cadáver de un gato para invocar al Hombre Torcido, y cualquier hueso que sostuviera, una vez que la entidad llegara, se convertiría en su hueso de la suerte. Sin embargo, ver al Hombre Torcido aterrorizó a Tom lo suficiente como para cambiar de opinión y descartar el hueso de la suerte, pero este siempre regresaba y lo mantenía a salvo. Tom pretende enfrentarse al Hombre Torcido de una vez por todas. Cuando el familiar devuelve el cuerpo de Cora, esta le revela a Tom que las brujas locales quieren su alma.
Para sorpresa de Tom, Effie llega en un caballo blanco para recoger el alma de Cora. Después de que Hellboy amenazara a Effie, Tom le quitó la brida al caballo, que se transformó repentinamente en el padre de Tom mientras Effie escapaba. Tom y su padre se reconciliaron brevemente antes de morir. A la mañana siguiente, Tom, Cora y los agentes se dirigieron a una iglesia cercana, propiedad del reverendo Watts, para enterrar al padre de Tom, pero Cora fue atacada y asesinada por una serpiente demoníaca. Hellboy lo mata, pero sus mordeduras le muestran visiones de su madre Sara, una bruja que hizo un pacto con un demonio.
Los supervivientes llegan a la iglesia, donde se enfrentan al Hombre Torcido y sus sirvientes. Tom siente la tentación de devolver su hueso de la suerte, pero Hellboy lo detiene. Mientras Hellboy lucha contra la horda demoníaca, el Hombre Torcido intenta seducir al reverendo ciego con la juventud y la vista a cambio de que entregue a Tom. Watts se niega a ceder a la tentación y bendice una pala con el hueso de la suerte de Tom, lo que permite a Hellboy debilitar al Hombre Torcido y neutralizar sus fuerzas.
Hellboy y Tom persiguen al Hombre Torcido hasta una mansión abandonada, pero sufren visiones traumáticas. Bobbie Jo, creyendo que el Hombre Torcido obtiene poder de las minas del pueblo, entra en un sistema de túneles a través de una trampilla en el suelo de la iglesia, acompañada por el reverendo Watts. Una bandada de pájaros demoníacos mata al Reverendo Watts, pero Bobbie Jo interrumpe la fuente de poder del Hombre Torcido con un hechizo, lo que libera a Hellboy y Tom de las visiones y lo destruyen.
Después, Effie envejece rápidamente, y Tom le coloca la brida que convirtió a su padre en caballo. Hellboy y Bobbie Jo son rescatados, Tom siente que se le ha quitado un peso del alma, y un caballo blanco deambula con una advertencia pintada en su piel: "¡Cuidado! ¡Soy una bruja!"

## Reparto
- Jack Kesy como Hellboy / Anung Un Rama : un demonio poderoso pero de naturaleza gentil y heroico criado por humanos, que trabaja para la organización gubernamental Bureau for Paranormal Research and Defense (BPRD). , frecuentemente enviados para manejar misiones o asignaciones que involucran entidades y fenómenos paranormales.
- Martin Bassindale como Jeremiah Witkins, el villano titular Crooked Man.
  - Bassindale también aparecerá como el profesor Trevor "Broom" Bruttenholm, fundador y director del BPRD y padre adoptivo de Hellboy, en un papel secundario menor.
- Jefferson White como Tom Ferrell
- Adeline Rudolph como Bobbie Jo Song
- Joseph Marcell como el reverendo Nathaniel Armstrong Watts
- Leah McNamara como Effie Kolb
- Hannah Margetson como Cora Fisher

## Producción

### Desarrollo
En febrero de 2023, Millennium Media anunció planes para un nuevo reinicio de acción real titulado Hellboy: The Crooked Man, el primero de una posible serie de películas. La producción estaba programada para comenzar en abril de 2023 en Bulgaria con Brian Taylor dirigiendo a partir de un guion del creador de cómics Mike Mignola y el colaborador frecuente Christopher Golden, basado en la miniserie de cómics de 2008 del mismo nombre. La película será coproducida entre Nu Boyana Film Studios y Campbell Grobman Films y es presentada por Millennium Media en asociación con Dark Horse Entertainment.
Taylor expresó sus intenciones de "reiniciar" la serie de películas y representar una versión más joven y errante de Hellboy con una influencia de terror popular similar a los cómics; Taylor también confirmó que la película tendría clasificación R para abarcar los elementos "oscuros, aterradores, violentos y adultos" de los cómics.  Al mes siguiente, se anunció que Jack Kesy interpretaría a Hellboy,  y Jefferson White y Adeline Rudolph fueron elegidos para interpretar a Tom Ferrell y Bobbie Jo Song.  En septiembre, Ketchup Entertainment anunció que distribuiría la película, y que Joseph Marcell, Leah McNamara, Hannah Margetson y Martin Bassindale fueron elegidos para papeles no revelados.

### Rodaje
La fotografía principal comenzó en marzo de 2023, en Bulgaria,  y finalizó el 15 de mayo

### Postproducción
En febrero de 2024, el presidente de Millennium Media, Jonathan Yunger, declaró que, después de que un efecto especial práctico para el personaje demonio de una película resultara decepcionante, utilizó inteligencia artificial generativa para hacer numerosos diseños de criaturas de reemplazo, que se transmitieron a efectos visuales. Un artículo de la Motion Picture Association informó que esto ocurrió en la película Hellboy: The Crooked Man; sin embargo, en mayo de 2024, el director de la película, Brian Taylor, dijo que Yunger había sido mal citado y se había referido a la película anterior The Offering.
Taylor dijo que para Hellboy: The Crooked Man no se utilizaron herramientas de IA en la preproducción ni en ningún otro lugar, y que los personajes de Hellboy y The Crooked Man fueron creados y filmados prácticamente, sin mejoras CGI.

## Estreno
Hellboy: The Crooked Man se estrenó en el Reino Unido e Irlanda el 27 de septiembre de 2024. 